# (157141) Sopron
(157141) Sopron – planetoida z pasa głównego asteroid okrążająca Słońce w ciągu 4 lat i 51 dni w średniej odległości 2,58 j.a. Została odkryta 6 sierpnia 2004 roku w obserwatorium w Piszkéstető przez Krisztiána Sárneczky'ego i Tamása Szalai. Nazwa planetoidy pochodzi od węgierskiego miasta Sopron, gdzie urodził się Tamás Szalai. Przed nadaniem nazwy planetoida nosiła oznaczenie tymczasowe (157141) 2004 PO1.